# Црна Гора на Светском првенству у атлетици на отвореном 2009.
Црна Гора је на Светском првенству у атлетици на отвореном 2009. одржаном у Берлину од 15. до 23. августа, учествовала други пут као самостална држава, са двоје спортиста (1 жена и 1 мушкарац).
На овом првенству Црна Гора није освојила ниједну медаљу, нити је оборен иједан рекорд (национални, лични, сезоне).

## Учесници
| Мушкарци: - Илија Ранитовић — 800 метара | Жене: - Слађана Пејовић — 1.500 метара |  |

## Резултати и пласман

### Мушкарци
Тркачке дисциплине
| Атлетичар       | Дисциплина | Лични рек. | Група    | Група      | Четвртфинале         | Четвртфинале         | Полуфинале           | Полуфинале           | Финале               | Финале       | Детаљи |
| Атлетичар       | Дисциплина | Лични рек. | Резултат | Место      | Резултат             | Место                | Резултат             | Место                | Резултат             | Место        | Детаљи |
| --------------- | ---------- | ---------- | -------- | ---------- | -------------------- | -------------------- | -------------------- | -------------------- | -------------------- | ------------ | ------ |
| Илија Ранитовић | 800 м      | 1:52,22    | 1:53,17  | 7. у гр. 2 | Није се квалификовао | Није се квалификовао | Није се квалификовао | Није се квалификовао | Није се квалификовао | 45 / 48 (51) |        |

### Жене
Тркачке дисциплине
| Атлетичарка     | Дисциплина | Лични рек. | Група    | Група       | Четвртфинале          | Четвртфинале          | Полуфинале            | Полуфинале            | Финале                | Финале  | Детаљи |
| Атлетичарка     | Дисциплина | Лични рек. | Резултат | Место       | Резултат              | Место                 | Резултат              | Место                 | Резултат              | Место   | Детаљи |
| --------------- | ---------- | ---------- | -------- | ----------- | --------------------- | --------------------- | --------------------- | --------------------- | --------------------- | ------- | ------ |
| Слађана Пејовић | 1.500 м    | 4:27,33    | 4:28,68  | 13. у гр. 3 | Није се квалификовала | Није се квалификовала | Није се квалификовала | Није се квалификовала | Није се квалификовала | 39 / 42 |        |